# Yohio
Kevin Johio Lucas Rehn Eires (narozen 12. července 1995 v Sundsvallu), známější jako Yohio (stylizováno YOHIO) je švédský zpěvák a hudebník. Byl kytaristou rockové kapely Seremedy. Kromě kariéry ve Švédsku má fanouškovskou základnu v Japonsku. Ve známost vešel díky svému androgynnímu vzhledu a vystupování v oděvech stylu lolita. V letech 2013 a 2014 se zúčastnil soutěže Melodifestivalen, švédského národního kola do Eurovision Song Contest, v níž s písněmi "Heartbreak Hotel" a "To The End" obdržel druhé a šesté místo.

## Osobní život
Od šesti let Yohio hraje na klavír, v desíti letech začal hrát také na kytaru. V téže době začal sledovat anime, učit se japonsky a sledovat japonskou populární a internetovou kulturu. Yohio přiznává, že díky své odlišnosti byl během svého dětství obětí šikany, avšak tvrdí, že je to pouze věc stylu a kultury . Vyvrací tvrzení, že vystupování mužů v ženských šatech je nutně spojeno se sexualitou. Sám je heterosexuál.
Yohio je synem hardrockového muzikanta Tommyho Rehna ze skupiny Corroded a synovcem Chrise Rehna z kapely Takida.

## Styl
Yohio je jedním z průkopníků uměleckého gender-bendingu (volně přeloženo "přemožení pohlaví", styl mužů a žen vystupujících coby příslušník opačného pohlaví, liší se však od travesti show, která si klade za cíl tvořit karikatury, parodovat) v Evropě. V Japonsku je tento typ vystupování zažitější, především v žánru visual kei, který mimo jiné androgynní a oboupohlavní prvky, užívání silného make-upu a extravagantních kostýmů přijímá.

"Vystupovat v tričku, džínách a s mastnými vlasy je nudné. Já předvádím kompletní show. Je to z 50% hudba a z 50% image," tvrdí Yohio.
Zpívá anglicky a japonsky. Díky svému talentu ve hře na kytaru je někdy připodobňován k Jimimu Hendrixovi. Přestože získává nejvíce pozornosti pro svůj vzhled, Yohio se předně považuje za hudebníka.

## Kariéra

### Melodifestivalen 2013
V roce 2013 se Yohio zúčastnil soutěže Melodifestivalen s písní "Heartbreak Hotel".. 2. února 2013 vystoupil v prvním semifinále soutěže, odkud postoupil přímo do finále, kde o titul vítěze bojoval 9. března.. Zde obdržel první místo od diváků, ale v hlasování odborné poroty skončil až předposlední, díky čemuž obsadil celkové druhé místo za Robinem Stjernbergem. Na Eurovizi 2014 vyhlašoval švédské výsledky.

### Melodifestivalen 2014
Znovu se o post švédského reprezentanta na Eurovizi pokouší v roce 2014. S písní "To The End" 1. února postoupil z prvního semifinálového kola do finále, které se konalo 8. března. Yohio zde obsadil šesté místo.

## Diskografie

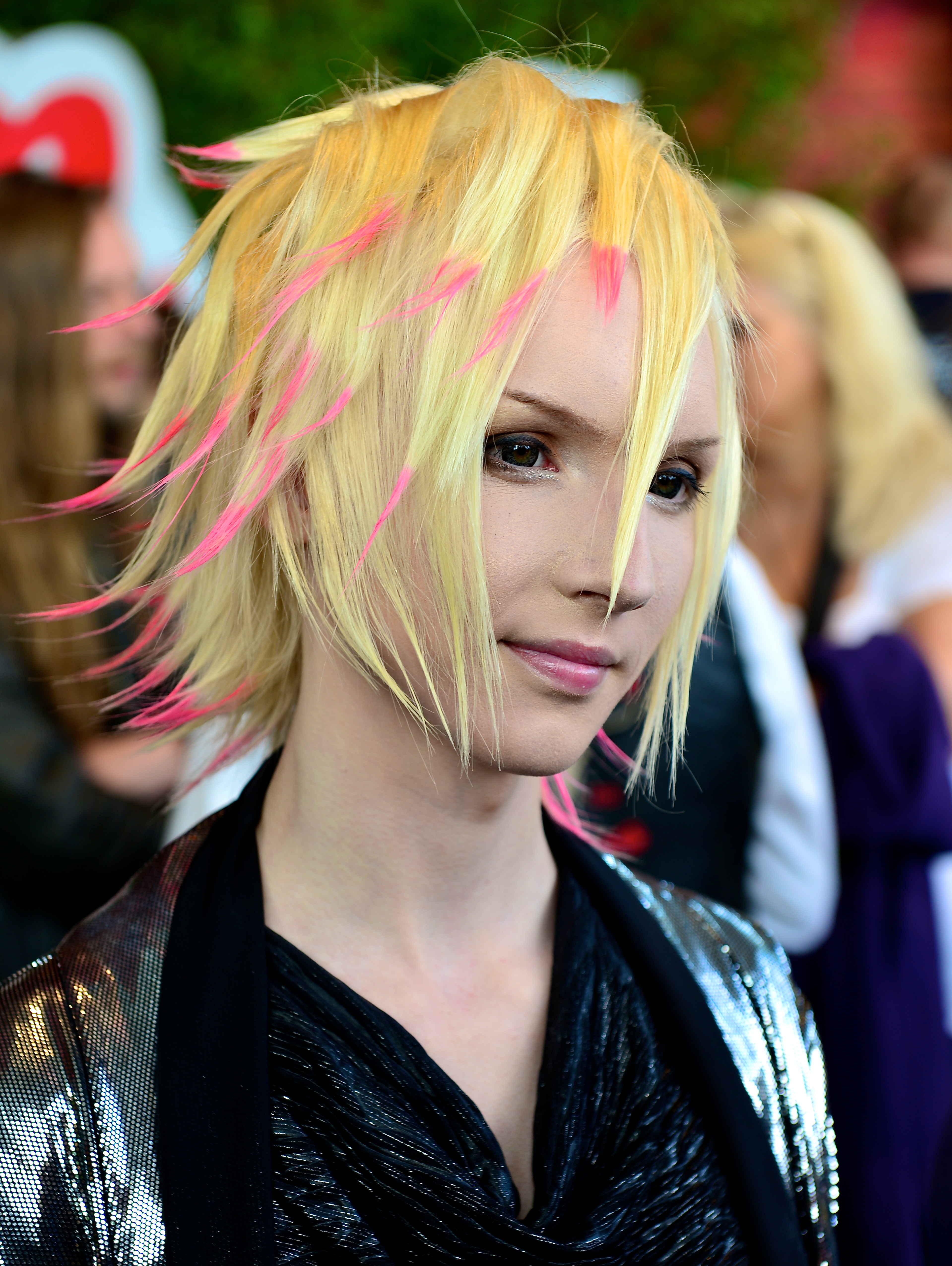
Yohio na Allsång på Skansen ve Stockholmu (2013)

### Alba
| Rok  | Album | Nejvyšší pozice | Certifikace |
| Rok  | Album | SWE             | Certifikace |
| ---- | --- | --------------- | ----------- |
| 2013 | Break the Border - Data vydání: 27. března 2013 (Švédsko), 24. dubna 2013 (Japonsko) - Vydavatel: Ninetones/Universal | 1               | Zlato       |
| 2013 | Break the Border Platinum Edition - Data vydání: červen 2013 (Švédsko) - Vydavatel: Ninetones/Universal               | 8               |             |

### EP
| Rok  | EP                                                                | Nejvyšší pozice | Certifikace |
| Rok  | EP                                                                | Japonsko        | Certifikace |
| ---- | ----------------------------------------------------------------- | --------------- | ----------- |
| 2012 | Reach the Sky / リーチ・ザ・スカイ - Datum vydání: 25. dubna 2012 | 82              |             |

### Singly
| Rok  | Singl            | Nejvyšší pozice | Certifikace | Album            |
| Rok  | Singl            | [ 6 ]           | Certifikace | Album            |
| ---- | ---------------- | --------------- | ----------- | ---------------- |
| 2013 | Heartbreak Hotel | 8               |             | Break the Border |